# Франсіско Тарреґа
Франсі́ско Та́рреґа (ісп. Francisco Tárrega; повне ім'я — Франсіско Тарреґа-і-Ешеа; кат. Francesc d'Assís Tàrrega i Eixea; 21 листопада 1852, Віла-Реал, провінція Кастельйон — 15 грудня 1909, Барселона) — видатний валенсійський (іспанський) класичний гітарист і композитор, один із засновників сучасного виконавського мистецтва на цьому інструменті.

## Біографія

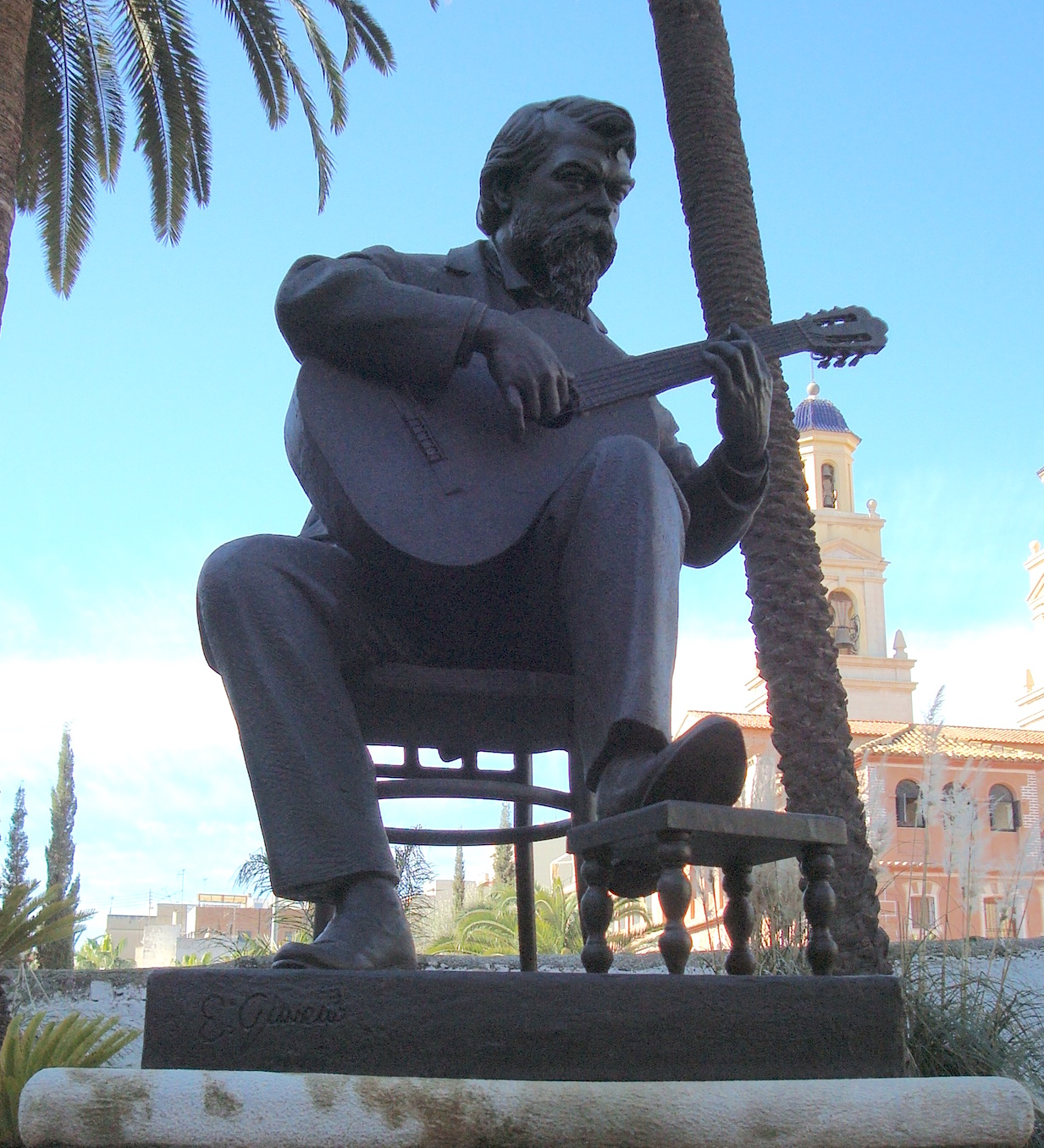
Пам'ятник Франсіско Тарреґи у Віла-Реалі

Франсіско Тарреґа охрещений 21 листопада 1852 року в парафіяльній церкві Віла-Реала єпархії Тортоса. Його батько грав фламенко і кілька інших гітарних стилів. Коли він пішов працювати сторожем у монастирі Сан-Паскуаль, дитина почала робити спроби гри на батьківській гітарі.

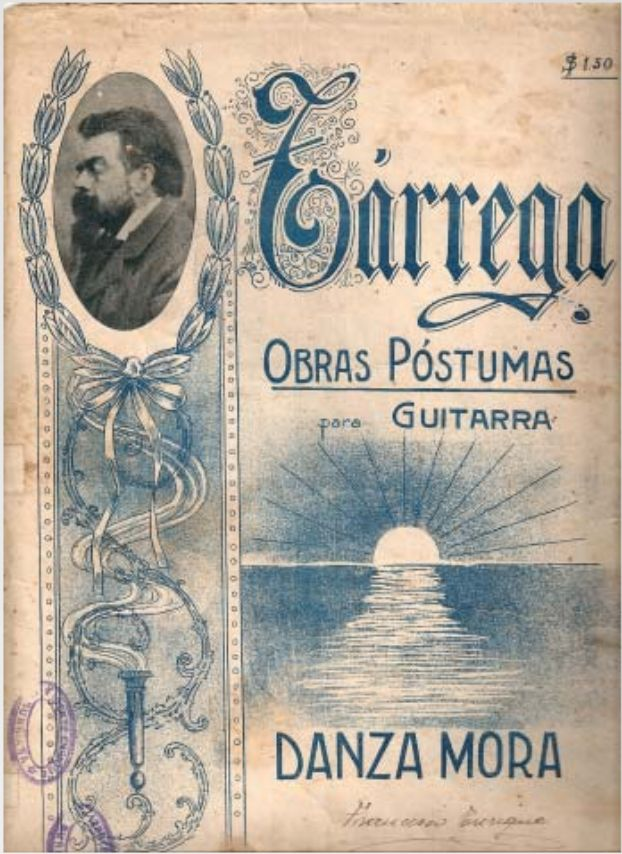
Ноти «Danza Mora»

У дитинстві Франсіско втік від своєї няні й упав у зрошувальний канал, де пошкодив собі око. Побоюючись, що син може повністю втратити зір, його батько перевіз сім'ю в Кастельйон-де-ла-Плана відвідувати музичні заняття, тому що як музикант він зможе заробити собі на життя, навіть якщо осліпне. Обидва перших учителі музики, Еухеніо Руїс і Мануель Гонсалес, були незрячими. 1862 року продовжив учитися грі на гітарі в Хуліана Аркаса й водночас — на фортепіано.
1874 року Тарреґа вступив до Мадридської консерваторії, завдяки допомозі свого друга, багатого купця Антоніо Канеса. Із собою він привіз нещодавно куплену гітару роботи майстра Антоніо Торреса. У консерваторії Тарреґа навчався у педагога Еміліо Арріета, який переконав його зосередитися на гітарі й відмовитися від удосконалення гри на фортепіано.
1880 року після закінчення консерваторії Тарреґа займається педагогічною, концертною і композиторською діяльністю.
Протягом зими 1880 року Тарреґа виступав у Новельді, де після концерту відома у місті людина запросила виконавця послухати його дочку Марію Хосе Різо, яка навчалася грати на гітарі. Незабаром вони заручилися.
1881 року Тарреґа виступав у Ліоні й Парижі, де відбувалися ювілейні урочистості з нагоди 200-річчя з дня смерті Педро Кальдерона. Він також грав у Лондоні, але він не злюбив ані мови, ані погоди. Існує байка про його візит до Англії. Після концерту дехто помітив, що музикант був не в дусі. «У чому справа, маестро?», — запитали його. — «Ви сумуєте по дому? Вашій родині?» Йому порадили закарбувати цей момент смутку в музиці. Так народилась тема одного з найвизначніших його творів «Lágrima» (буквально сльози). Після гри в Лондоні він повернувся до Новельди і на Різдво 1882 року одружився з Марією Хосе Різо.
Тарреґа і його дружина переїхали до Мадрида, але після смерті їхньої маленької доньки Марії Жозефи де лос Анхелес Тарреґа Різо вони 1885 року назавжди переселяються до Барселони. У них народилося ще троє дітей: Пакіто (Франсіско), Марія Розатіа (Марія Розалія, більше відома як Марієтта) і Консепсьйон. Незабаром на гастролях у Валенсії Тарреґа зустрівся з багатою вдовою Кончею Мартінес, яка стала його покровителем. Вона дозволила йому і його родині використовувати свій будинок у Барселоні, де маестро написав велику частину своїх найпопулярніших творів. Пізніше вона взяла його до Гранади, де гітарист задумав тему «Спогадів про Альгамбру».
З кінця 1880-х років до 1903 року Тарреґа продовжував писати твори, але обмежив свою концертну діяльність Іспанією. 1900 року Тарреґа відвідав Алжир, де почув ритми арабського барабана. Наступного ранку на основі цього ритму він написав «Danza Mora». Приблизно 1902 року він підстриг собі нігті і створив звук, який стане типовим для гітаристів його школи. Наступного року він вирушив на гастролі до Італії, давши вельми успішні концертів у Римі, Неаполі та Мілані.
1906 року після інсульту в нього наступив параліч правої половини тіла. Але, попри те, що він повернувся до концертної діяльності, повністю одужати йому так і не вдалося. 2 грудня 1909 року він закінчив свій останній твір «Оремус». Франсіско Тарреґа помер 1909 року в Барселоні й був похований у місті Кастельйон-де-ла-Плана.

## Творчість
Віртуоз Франсіско Тарреґа — один з найвидатніших гітаристів і гітарних композиторів кінця XIX — початку XX ст., якого називали «Сарасате на гітарі».
Тарреґа, як його друг Ісаак Альбеніс і багато інших іспанських сучасників, у своїх творах об'єднував романтичні тенденції в класичній музиці з іспанськими елементами фольклору. Найбільш яскраво це проявилось у «Спогадах про Альгамбру» та перекладень для гітари кількох фортепіанних творів Альбеніса, зокрема «Asturias (Leyenda)».
Його репертуар складається з 78 оригінальних творів для гітари (Спогади про Альгамбру, Арабське капричіо, Danza Mora тощо) і 120 аранжувань творів, написаних для інших інструментів, таких композиторів, як Людвіг ван Бетховен, Фредерік Шопен і Фелікс Мендельсон.
Серед його учнів були Еміліо Пухоль, Міґель Льобет, Даніель Фортеа.
Високо цінував майстерність Тарреґи Андрес Сеґовія, який часто виконував його твори і використав у своїй роботі його педагогічні методи.
Саме з його твору «Gran Vals» фірма Nokia взяла свою «фірмову» мелодію для дзвінка стільникового телефону.